# 問寒別站
問寒別站（日语：／ Toikanbetsu eki */?）是北海道旅客鐵道宗谷本線沿線的一個無人車站，位於北海道天鹽郡幌延町字問寒別，車站編碼為W66。站名源自阿伊努語「toy-kamu-pet/」轉變而來，意指「覆蓋著土的河川」。

## 車站構造
- 啟用後前時是相對式月台，兩月台兩乘車線。
- 現在是單面月台，一月台一乘車線。
- 使用舊車廂改造作候車室。亦設有用組裝配件興建而成的洗手間。
- 本車站亦是問寒別線（後來的幌延町營軌道）的轉線站（於1930年（昭和5年）9月10日開始營運，1971年（昭和46年）6月1日停止營運）。

## 車站周邊
- 北海道道395号问寒别停车场下国府线
- 北海道道541號問寒別佐久停車場線
- 北海道道583號上問寒問寒別停車場線
- 幌延町役場問寒別出張所
- 天鹽警署（日语：天塩警察署）問寒別分所
- 問寒別郵局
- 幌延町農業協同組合（JA幌延町）問寒別分所
- 幌延町立問寒別中學
- 幌延町立問寒別小學
- 北海道大學天鹽研究林
- 天鹽川

## 歷史
- 1923年11月10日：日本國有鐵道之車站啟用。
- 1930年9月10日：問寒別線（後來的幌延町營軌道）開始營運並連接本線。
- 1971年6月1日：幌延町營軌道停止營運。
- 1982年11月15日：廢止貨物裝卸。
- 1984年：

- 2月1日：取消行李處理。
- 11月10日：導入CTC的同時成為無人站。

- 1987年4月1日：日本國鐵正式民營化並進行分割，車站劃歸由JR北海道繼承。
- 1980年代後期～1990年前期：車站改建、使用舊列車車廂。
- 2025年4月8日：一輛並沒有乘客、但有2位職員（駕駛員及車掌）值勤、由音威子府開往稚內的KiHa54型1輛編成普通列車，於早上6時42分於天鹽中川站與本站之間脫線[1]，經調查後初步認定為因路基及附近的積雪融解、相關的水份把路軌的路基泥土變得鬆散，列車駛過時引發了路基崩坍事故[2]，再令列車的第三及第四車軸脫線。事件令音威子府～稚內之間的服務暫停[3]。

## 相鄰車站
北海道旅客鐵道（JR北海道）
■宗谷本線
天鹽中川（W64）－問寒別（W66）－糠南（W67）

## 外部連結
- （日語）JR北海道 – 問寒別站（页面存档备份，存于）
- （日語）全驛參觀之旅（页面存档备份，存于）